# Lepidocephalichthys alkaia
Lepidocephalichthys alkaia är en fiskart som beskrevs av Justin C. Havird och Page 2010. Lepidocephalichthys alkaia ingår i släktet Lepidocephalichthys och familjen nissögefiskar. Inga underarter finns listade i Catalogue of Life.